# 엠티 넷 골

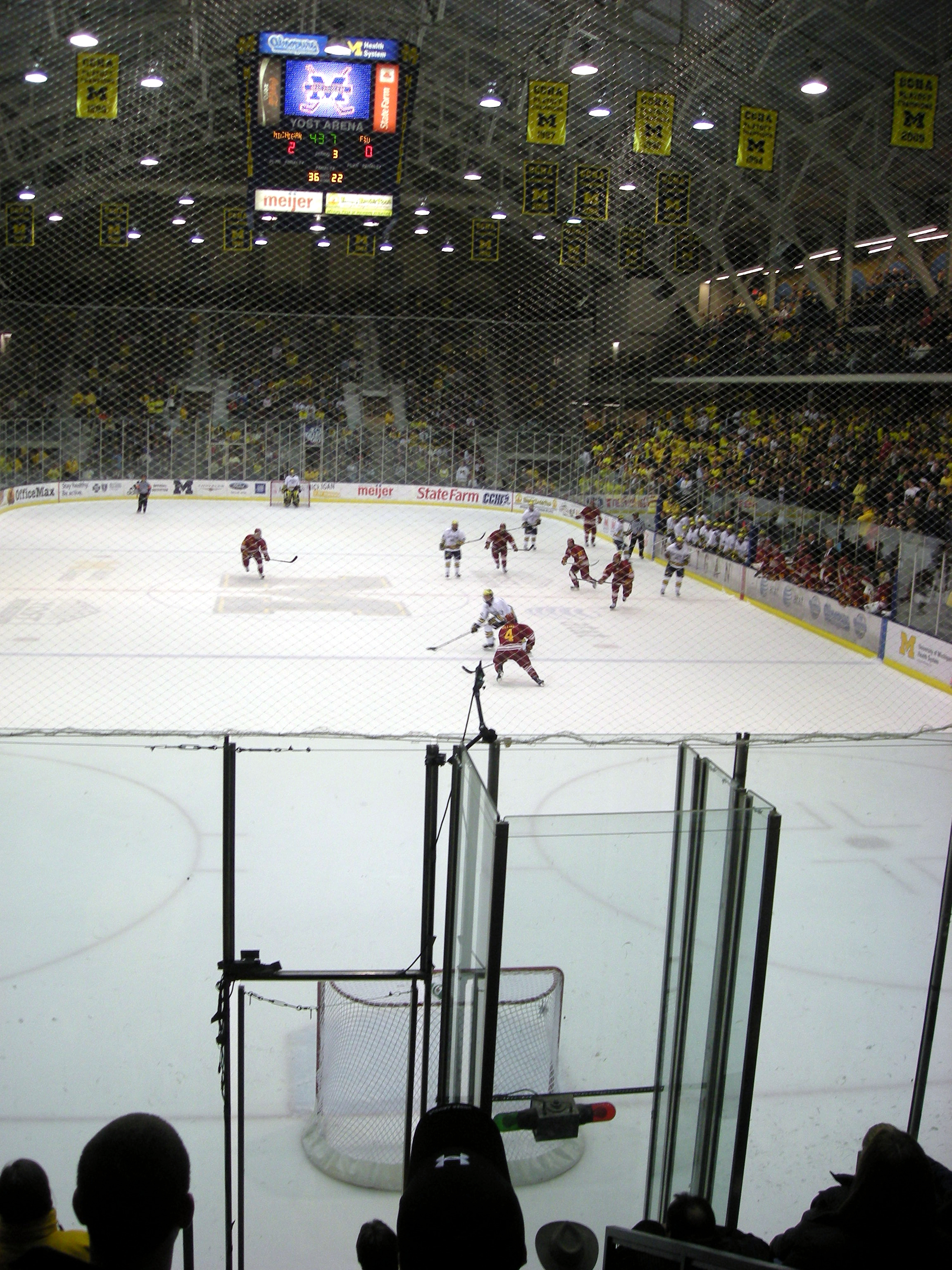

엠티 넷 골(Empty net goal)은 아이스 하키나 축구 등에서 골키퍼나 골텐더가 지키지 않는 골대에 골을 넣는 것이다.

## 축구
축구에서는 토너먼트에서 연장으로 가기 위해서, 또는 우승이나 상위 라운드 진출에 무승부 이상이 필요해 경기 종료 직전 한골 차로 지고 있는 팀에서 골키퍼까지 공격에 가담하는 상황에서 발생할 가능성이 높다. 그 상황에서 아무도 없는 진영에 가서 골을 넣는 것을 엠티 넷 골이라 한다.
예를 들어 독일 축구 국가대표팀은 2018년 6월 27일 월드컵 F조 3차전에서 0:1로 지고 있는 상황에서 골키퍼인 마누엘 노이어까지 공격에 투입했으나 대한민국의 주세종한테 공을 뺏기는 바람에 손흥민의 엠티 넷 골로 이어져 결국 0:2로 패배하고 독일 축구 사상 최초의 월드컵 조별리그 탈락의 쓴맛을 봐야 했다.